# Trivia leditae
Trivia leditae is een slakkensoort uit de familie van de Triviidae. De wetenschappelijke naam van de soort is voor het eerst geldig gepubliceerd in 2009 door Rios.